# Neanura ambigua
Neanura ambigua är en urinsektsart som beskrevs av Christiansen och Bellinger 1980. Neanura ambigua ingår i släktet Neanura och familjen Neanuridae. Inga underarter finns listade i Catalogue of Life.